# 진 해크먼
유진 앨런 "진" 해크먼(영어: Eugene Allen "Gene" Hackman, 1930년 1월 30일 ~ 2025년 2월 18일)은 미국의 배우이다.

## 생애

### 어린 시절
1930년 1월 30일 캘리포니아주에서 태어났다. 1945년까지 아이오와주에 살면서 스톰 레이크 고등학교(Storm Lake High School) 2-3학년을 마쳤고 2차 세계대전이 끝난 직후인 1946년 나이를 속이고 미 해병대에 입대해 야전무선병으로 중국 청도와 하와이, 일본에서 총 4년 반을 복무했다. 전역 후 일리노이주 대학교에서 저널리즘과 TV 연출(TV production)을 공부하다가 30세쯤에 배우가 되기로 결심했다.

### 무명배우 시절
70년대에는 꾸준히 대작영화에서 주연으로 나왔고 뛰어난 연기력으로 아카데미상 등 여러 상도 많이 받은 대스타였다. 특히 아메리칸 뉴웨이브 시네마 시절 활약했던 배우로 꼽힌다. 1972년 아카데미 시상식에서 프렌치 커넥션으로 남우주연상, 1992년 용서받지 못한 자로 남우조연상을 수상하였다.
노년에 접어들면서 주로 조연으로 나오게 됐지만 주연 못지 않은 뛰어난 조력자로서의 역할을 보여주었다. 한마디로 Act만큼 React를 잘하는 배우로 주연을 빛나게 하는 조연이었다. 더스틴 호프먼과는 연극학교 동창이었고, 둘 다 무명배우 시절에 호프먼이 해크먼이 사는 아파트에 얹혀 살았다고 한다.

### 배우 시절
대표작으로는 프렌치 커넥션, 포세이돈 어드벤쳐, 슈퍼맨 시리즈, 노 웨이 아웃, 미시시피 버닝, 더 패키지, 용서받지 못한 자, 야망의 함정, 크림슨 타이드, 에너미 오브 스테이트, 에너미 라인스, 로얄 테넌바움 등이 있다. 43년간 79편의 영화에 출연하였다.
표정 연기에도 능하지만 워낙 신체 조건이 좋다 보니 상대방을 위압적으로 제압하는 연기의 달인이다. 은근 악역 연기의 달인이다. 특히 미시시피 버닝에서 쿠 클럭스 클랜 단원인 마이클 루커의 거시기를 잡고 참교육하는 장면과 같은 조직 멤버로 나온 배우 브래드 도리프를 이발소에서 면도기로 참교육하는 장면, 크림슨 타이드에서 덴젤 워싱턴에게 선빵을 날리고 호통치는 장면 등이 회자된다.
능청스러운 악역 연기에도 능한데, 수퍼맨 시리즈에서 렉스 루터 역은 물론 노 웨이 아웃, 앱솔루트 파워에서 여성과 능청스럽게 정사를 즐기다 돌변해서 두들겨 패는 장면 등 신들린 연기력을 보여준다.
2004년에 코미디 영화 《웰컴 프레지던트》를 마지막으로 더 이상 나오지 않았고, 동년 7월 7일 CNN 《래리 킹 라이브》를 통해 추후 연기 활동 계획이 없다는 취지로 밝혔으며 2008년 6월 5일 <로이터> 인터뷰를 통해 은퇴를 재확인했다. 은퇴 후에는 소설가로 변신해 주로 집에서 기거한다고 한다. 만에 하나 본인이 영화 재작업을 한다면 집에서 촬영하는 조건으로 소수의 배우만 나온다면 고려해보겠다고 반 농담 식으로 밝혔다.
2021년 인터뷰에서 더 이상 영화를 찍기 힘들다는 입장을 밝혔다.

### 사망
현지시각 2025년 2월 26일 오후 뉴멕시코주 산타페의 자택에서 아내 벳시와 반려견과 함께 사망한 채로 발견됐다. 범죄 혐의점은 발견되지 않았으나, 아내 벳시 아라카와는 1961년 12월 1일생으로 사망 당시 만 63세였다. 적은 나이는 아니지만, 요즘 기준으로 자연사하기엔 너무 이른 나이이고, 이들 부부는 불과 바로 전전날까지 이웃과 교류가 있었고, 뭣보다 반려견까지 한날한시 동시 사망은 우연이라 보기엔 너무나 정황이 의심스러운지라 영장이 청구된 상태이다.
해크먼의 시신은 자택 현관에서 발견됐고, 당시 회색 트레이닝복과 긴팔 티셔츠를 입고 있었으며 옆에는 선글라스와 지팡이가 있었다. 경찰은 일단 그가 갑자기 쓰러졌을 것으로 추정했다. 부인 아라카와의 시신은 욕실 바닥에서 발견됐다. 그러나 경찰은 집에 강제로 침입했거나 물건을 뒤지거나 가져간 흔적을 발견하지 못했다. 또한 두 사람의 시신에도 외상의 흔적은 없으며 유서도 발견되지 않은 것으로 전해졌다. 때문에 일산화탄소 중독이 해크먼 부부의 사인으로 지목되기도 하나 가스 누출의 흔적도 발견하지 못해 사인은 오리무중인 상태이다. 수사 당국은 부부의 사인으로 범죄의 가능성을 배제하진 않고 있으며 일단 일산화탄소 중독과 독성 검사를 요청했고 현재 부검 결과를 기다리고 있다고 밝혔다.
28일 AP통신 등에 따르면 샌타페이 카운티 보안관 애던 멘도사는 검시관의 초기 조사 결과, 해크먼의 심장박동 조정기가 지난 17일 작동을 멈춘 것으로 확인됐다고 이날 기자회견에서 밝혔다. 이는 그가 17일 사망했을 수 있음을 시사하는 것으로, 이게 맞는다면 26일까지 9일간 시신이 방치된 셈이다. 수사 초기에는 이들의 사망 원인으로 일산화탄소 중독 가능성이 의심됐지만, 멘도사 보안관은 시신의 일산화탄소 독성 검사 결과가 음성으로 나와 일산화탄소 중독은 아닌 것으로 보인다고 말했다. 타살 가능성도 배제되지 않았지만, 집에 강제로 침입했거나 물건을 뒤진 흔적은 발견되지 않았다. 시신에는 외상 흔적이 없었으며 유서도 발견되지 않았다. 수사관들은 이들 부부의 휴대전화를 뒤지고 주변을 탐문하고 있으나 “매우 사생활을 잘 이야기하지 않는 가족(Very private family)”이어서 그동안 있었던 일을 파악하기 어려운 상황이라고 말했다.사인을 규명하는 최종 부검 결과는 아직 나오지 않았다.

## 출연작
- 2009년 - 존 카제일의 재발견 (I Knew It Was You: Rediscovering John Cazale) - 렉스 루터 역
- 2006년 - 슈퍼맨 2 - 리차드 도너 편집판 (Superman II) - 렉스 루터 역
- 2004년 - 웰컴 프레지던트 (Welcome To Mooseport) - 먼로 역
- 2003년 - 런어웨이 (Runaway Jury) - 랭킨 피치 역
- 2001년 - 멕시칸 (The Mexican) - 아놀드 마골리스 역
- 2000년 - 언더 서스피션 (Under Suspicion) - 헨리 히어스트 역
- 1998년 - 트와이라잇 (Twilight)
- 1998년 - 에너미 오브 스테이트 (Enemy Of The State) - 브릴/에드워드 라일 역
- 1997년 - 앱솔루트 파워 (Absolute Power) - 리치몬드 대통령 역
- 1996년 - 챔버 (The Chamber)
- 1995년 - 겟 쇼티 - 해리 짐 (Harry Zimm) 역
- 1995년 - 퀵 앤 데드 (The Quick and the Dead) - 헤롯 역
- 1995년 - 크림슨 타이드 (Crimson Tide) - 프랭크 램지 함장 역
- 1992년 - 용서받지 못한 자 - 리틀 빌 대거트 역
- 1991년 - 동업자 (Company Business)
- 1991년 - 집단 소송 (Class Action)
- 1990년 - 표적없는 총성 (Loose Cannons)
- 1990년 - 헐리웃 스토리 (Postcards from the Edge) - 로웰 코작 역
- 1989년 - 팩케이지 (The Package)
- 1988년 - 풀 문 인 블루 워터 (Full Moon In Blue Water)
- 1988년 - 미시시피 버닝 (Mississippi Burning) - 앤더슨 역
- 1988년 - 배트 21 (Bat 21) - 햄블레턴 역
- 1987년 - 슈퍼맨 4 (Superman IV: The Quest for Peace) - 렉스 루터 역
- 1986년 - 파워 (Power)
- 1986년 - 후지어 (Hoosiers) - 노먼 데일 역
- 1985년 - 인생이여 다시 한번 (Twice In A Lifetime)
- 1984년 - 오해 (Misunderstood)
- 1983년 - 지옥의 7인 (Uncommon Valour)
- 1983년 - 언더 파이어 (Under Fire) - 알렉스 역
- 1982년 - 용의자 (Eureka) - 잭 맥칸 역
- 1981년 - 꿈꾸는 야생마 (All Night Long) - 조지 더플러 역
- 1980년 - 슈퍼맨 2 (Superman II) - 렉스 루터 역
- 1978년 - 슈퍼맨 (Superman) - 렉스 루터 역
- 1977년 - 암살 음모 (The Domino Principle) - 로이 터커 역
- 1977년 - 라스트 부루맨 (March Or Die) - 윌리암 슈만 포스터 소령 역
- 1975년 - 럭키 레이디 (Lucky Lady) - 키비 역
- 1975년 - 나이트 무브 (Night Moves) - 해리 모스비 역
- 1975년 - 허망한 경주 / 총알을 물어라 (Bite the Bullet)
- 1974년 - 잔디의 신부 (Zandy's Bride) - 잔디 알란 역
- 1973년 - 알파치노의 허수아비 (Scarecrow) - 맥스 역
- 1972년 - 프라임 컷 (Prime Cut)
- 1971년 - 의사 부인들 (Doctor's Wives)
- 1970년 - 아버지의 노래 (I Never Sang For My Father)
- 1969년 - 다운힐 레이서 (Downhill Racer) - 유진 클레어 역
- 1967년 - 우리에게 내일은 없다 (Bonnie and Clyde) - 벅 바로우 역

## 수상 경력
- 1968년 제2회 전미비평가협회상 남우조연상
- 1971년 캔자스시티비평가협회상 남우주연상
- 1971년 제36회 뉴욕비평가협회상 남우주연상
- 1972년 제43회 미국비평가협회상 남우주연상
- 1972년 제29회 골든글로브시상식 드라마부문 남우주연상
- 1972년 제44회 아카데미시상식 남우주연상
- 1973년 제26회 영국아카데미시상식 남우주연상
- 1975년 제46회 미국비평가협회상 남우주연상
- 1975년 센트조어디어워즈 외국남자배우상
- 1989년 제39회 베를린국제영화제 은곰부문 남자연기자상
- 1989년 제60회 미국비평가협회상 남우주연상
- 1992년 제57회 뉴욕비평가협회상 남우조연상
- 1992년 제13회 보스턴비평가협회상 남우조연상
- 1992년 댈러스-포트워스비평가협회상 남우조연상
- 1993년 캔자스시티비평가협회상 남우조연상
- 1993년 제50회 골든글로브시상식 남우조연상
- 1993년 제27회 전미비평가협회상 남우조연상
- 1993년 제18회 LA비평가협회상 남우조연상
- 1993년 제46회 영국아카데미시상식 남우조연상
- 1993년 제65회 아카데미시상식 남우조연상
- 1997년 제3회 미국배우조합상 영화부문 캐스팅상
- 1997년 블록버스터엔터테인먼트어워즈 코미디부문 남자조연배우상
- 2001년 제14회 시카고비평가협회상 남우주연상
- 2002년 제36회 전미비평가협회상 남우주연상
- 2002년 제59회 골든글로브시상식 뮤지컬/코미디부문 남우주연상
- 2002년 AFI 어워즈 올해의 남자조연배우상
- 2003년 제60회 골든글로브시상식 평생공로상
- 2007년 제32회 세자르영화제 평생공로상
- 2011년 온라인영화&텔레비전협회상 평생공로상